# Чурмит-Дажы, Сат
Сат Чурмит-Тажы Саны-Шири-оглу (тув. Sat Cyrmet-Таƶь Sanь-Şiri oglu; 24 ноября 1894 — 16 октября 1938) — тувинский государственный деятель, Председатель Совета Министров Народной Республики Танну-Тува (1936—1938), жертва политических репрессий.

## Биография
Сын феодала. Его отец был высокопоставленным чиновником. Дед Майды-Ловун был ламой, участвовал в строительстве Нижне-Чаданского монастыря.
Чурмит-Тажы получил буддийское образование в Орган-Оолетском монастыре Монголии. Хорошо знал старомонгольскую и тибетскую письменности. В дореволюционной Туве был одним из самых образованных людей.
С августа 1921 года он принимал активное участие в управлении Дзун-Хемчикским кожууном. Был ламой Верхне-Чаданского монастыря.
Член ТНРП с 1923 года. С 1925 года — на государственной работе в правительстве ТНР. Член Президиума ЦК ТНРП. В июле 1925 года по решению ЦК ТНРП о создании Управления государственной внутренней политической охраны (УГВПО) был назначен начальником УГВПО.
В 1927 году назначен на должность министра внутренних дел Тувинской Народной Республики (первый министр МВД Тувы). В 1929 году — секретарь ЦК ТНРП.
С 1936—1938 годах — председатель Правительства ТНР, занимал также должность министра иностранных дел Тувинской Народной Республики.
Внёс большой вклад в создание и развитие первого государства в истории Тувы — Тувинской Народной Республики.
В 1929 году им была организована государственная комиссия по созданию тувинской письменности. Сат Чурмит-Тажы объявил о создании первого Ученого Комитета ТНР (Эртем комитеди). За его подписью в 1930 году была утверждена первая национальная письменность на основе новотюркского латинизированного алфавита, введена и утверждена первая национальная валюта «акша». В истории Тувы Сат Чурмит-Тажы стал первым из руководителей ТНР, который дал интервью зарубежным журналистам.
Последовательно выступал за революционные преобразования в Туве. При этом был противником насильственных методов коллективизации аратских хозяйств, бездумного копирования советского опыта строительства социализма. Противодействовал искоренению религиозных чувств и верований аратских масс, разрушению и уничтожению монастырей. В 1936 году дал разрешение на открытие четырёх ранее закрытых буддийских храмов в Туве. В своих выступлениях отмечал, что основа экономики Тувы — скотоводство.
За выдающиеся заслуги в деле укрепления независимости и развития ТНР награждён Орденом Республики.
В октябре 1938 года 9 членов правительства во главе с С. Чурмит-Тажы, решением Чрезвычайного открытого суда Президиума Малого Хурала по обвинению в контрреволюционной деятельности, создании «шпионской контрреволюционной организации», действовавшей в «пользу империалистической Японии» были приговорены к высшей мере наказания — расстрелу с конфискацией имущества. 16 октября 1938 года по сфабрикованному делу «как руководитель контрреволюционно-шпионской организации» Сат Чурмит-Тажы был расстрелян в окрестностях Кызыла. Это дело вошло в историю Тувы как «Дело девятки».
Вместе с другими участниками «Дела девятки» был посмертно реабилитирован в 1964 году.